# Fender Electric XII
La Fender Electric XII, fue un prototipo de guitarra eléctrica de doce cuerdas, diseñada para los músicos de folk rock a fines de los años 1960.

## Características
Su cuerpo y estilo, es similar a los modelos guitarras Fender Stratocaster como Jaguar y Jazzmaster. También tuvo un cabezal con una desviación y un estilo típico de la "Stratocaster", en lugar que ofrece una larga pala y un cabezal apodado el "palo de hockey".
La Fender Electric XII, tenía un diseño único de cuatro pastillas de embobinado simple y también utiliza un diseño de cuerdas, a través del cuerpo similar a una Telecaster, para ayudar a aumentar el sustain.
Diseñado por Leo Fender, la Electric Fender XII fue introducida al mercado en 1965 y su producción en masa, comenzó en 1966 y después sería descontinuada a comienzos de los años 1970. 
A diferencia de los modelos eléctricos de doce cuerdas, sus competidores fueron las guitarras de seis cuerdas, simplemente existente con seis cuerdas adicionales, la Fender electric XII, fue un modelo de doce cuerdas, construido especialmente diseñada para capturar una parte del mercado de folk rock. El puente tiene una silla individual para cada cuerda, haciendo entonación más posiblemente precisa. la Fender Electric XII no era particularmente popular durante su esos años y en 1969, se bajó de la línea de Fender. El exceso de material almacenado se utilizó para el nuevo modelo Fender Custom (Fender Maverick).

## Artistas que usan o usaron Fender Electric XII
- Pete Townshend uso una en el disco Tommy de 1969.[2]
- Tim Buckley
- Jimmy Page
- Jeff Beck
- Gene Clark de The Byrds.
- Eric Clapton
- Lou Reed
- Sterling Morrison
- Johnny Winter
- Bryan Adams
- Cyndi Lauper
- Gustavo Cerati de Soda Stereo, utilizó un modelo en las canciones «En la ciudad de la furia» y «De música ligera».
- Chad Taylor de Live.
- Krist Novoselic de Nirvana.
- Nick McCabe de The Verve
- Tom Petty
- Steve Bartek de Oingo Boingo